# Winden (Gattung)
Die Winden (Convolvulus) sind eine Pflanzengattung aus der Familie der Windengewächse (Convolvulaceae). Die 150 bis 250 Arten sind weitverbreitet.

## Beschreibung
Winden-Arten sind einjährige oder ausdauernde Pflanzen, die als niederliegende, aufrechte oder windende krautige Pflanzen oder als polsterbildende oder aufrechte Sträucher wachsen. Die Stängel sind meist mit einfachen oder zweiarmigen Trichomen behaart. Die gestielten oder sitzenden Laubblätter sind einfach und der Blattrand ist ganzrandig oder mehr oder weniger gelappt.
Die gestielten Blüten stehen entweder einzeln oder in unterschiedlich geformten Blütenständen in den Blattachseln. Die zwittrigen Blüten sind radiärsymmetrisch und fünfzählig mit doppelter Blütenhülle. Der Blütenboden ist ring- oder becherförmig. Die Kelchblätter können gleichgestaltig sein oder verschieden gestaltig sein. Dabei ist das mittlere Kelchblatt asymmetrisch, wobei die äußere Hälfte wie die äußeren beiden Kelchblätter gestaltet ist, die innere Hälfte gleicht den inneren Kelchblättern. An der Frucht sind die Kelchblätter beständig, vergrößern sich jedoch nicht. Die Krone ist trichter- oder glockenförmig und kann weiß, blau, rosa, violett oder gelb gefärbt sein. Der Kronsaum ist schwach gelappt oder ganzrandig und weist fünf mehr oder weniger deutlich ausgeprägte Bänder in der Mitte der Kronblätter auf. Die Staubblätter stehen nicht über die Krone hinaus und setzen an der Basis der Krone an. Die Staubfäden sind an der Basis flachgedrückt, nach oben hin fadenförmig. Die Pollenkörner sind elliptisch, drei- oder selten auch viercolpat und nicht mit Stacheln besetzt. Der Stempel steht nicht über die Krone hinaus. Der zweikammerige Fruchtknoten enthält je Fruchtknotenkammer zwei Samenanlagen. Der fadenförmige Griffel trägt zwei linealische, zylindrische oder keulenförmige Narben.
Die zweikammerigen Kapselfrüchte öffnen sich vierfächrig oder unregelmäßig und enthalten einen bis vier Samen. Die schwarzen oder braunen Samen sind oftmals warzig, behaart oder selten auch unbehaart.

## Systematik

### Äußere Systematik und Phylogenetik
Die Gattung Convolvulus gehört zur Tribus Convolvuleae innerhalb der Familie der Convolvulaceae. Neben den Convolvulus werden dieser Tribus nach aktueller Ansicht weiterhin die Gattungen der Zaunwinden (Calystegia) sowie die in Australien endemisch vorkommende Gattung Polymeria eingeordnet. Weitere Gattungen, die ehemals der Tribus zugeordnet waren, sind unter anderem die Prunkwinden (Ipomoea), Jacquemontia, Evolvulus und Wilonia, jedoch zeigten molekularbiologische Untersuchungen, dass diese Gattungen nicht der Tribus zugeordnet werden können.
Die Gattung der Zaunwinden (Calystegia) zeigte sich in den Untersuchungen als monophyletisch, ist jedoch innerhalb der Winden (Convolvulus) angesiedelt, wodurch diese Gattung paraphyletisch ist. Damit die Gattung als monophyletisch angesehen werden kann, müssten entweder die Zaunwinden (Calystegia) in den Gattungsumfang der Winden mit aufgenommen werden, oder die Gattung müsste in mehrere kleinere Gattungen aufgeteilt werden. Diese taxonomischen Umordnungen sind bisher nicht erfolgt, da noch umfangreichere Untersuchungen an einer größeren Zahl der Arten notwendig sind.

### Innere Systematik
Innerhalb der Gattung Convolvulus werden 150 bis 250 Arten unterschieden. Angaben zu allen anerkannten Arten und ihrer Verbreitung finden sich bei WCSP. Die folgende Auswahl der Arten folgt, Abweichungen sind durch Einzelnachweise gekennzeichnet:
| - Eibischblättrige Winde (Convolvulus althaeoides L.): Die zwei Unterarten sind von Makaronesien über den Mittelmeerraum bis Eritrea verbreitet. - Convolvulus ammannii Desr.: Sie ist von Zentralasien über Sibirien bis Korea weitverbreitet. - Convolvulus argyrothamnos Greuter: Die Heimat ist Kreta. - Acker-Winde (Convolvulus arvensis L.): Sie ist in den subtropischen bis zu den gemäßigten Gebieten der Alten Welt weitverbreitet. - Convolvulus betonicifolius (Syn.:Convolvulus hirsutus M.Bieb.): Sie ist vom östlichen Mittelmeerraum bis zum Iran verbreitet und ist in Spanien und Frankreich ein Neophyt. - Boissier-Winde (Convolvulus boissieri Steudel): Sie kommt in zwei Unterarten in Spanien und von der Balkanhalbinsel bis zur Türkei vor. - Convolvulus calvertii Boiss.: Sie kommt in zwei Unterarten von der Krim bis zum westlichen Iran vor. - Kanarische Winde (Convolvulus canariensis L.): Die Heimat sind die Kanaren. - Kantabrische Winde (Convolvulus cantabrica L.): Das Verbreitungsgebiet reicht vom Mittelmeerraum bzw. Süd- und Mitteleuropa bis zum Iran. - Medusenhaupt-Winde (Convolvulus caput-medusae Lowe): Die Heimat sind die Kanaren. - Convolvulus cneorum L.: Sie kommt in zwei Varietäten im zentralen Mittelmeergebiet vor: - Convolvulus cneorum var. cneorum: Sie kommt in Sizilien vor. - Convolvulus cneorum var. latifolius Rchb.: Sie kommt ursprünglich in Italien, Sizilien, Albanien, Tunesien und im früheren Jugoslawien vor. - Convolvulus crenatifolius Ruiz & Pav. (Syn.: Convolvulus montevidensis Spreng.): Sie ist in der Neotropis von Mexiko über Ecuador bis Brasilien und Argentinien weitverbreitet. - Backenklee-Winde (Convolvulus dorycnium L., inkl. Convolvulus subhirsutus Regel & Schmalh.): Sie ist vom Mittelmeerraum über Westasien bis Zentralasien weitverbreitet. - Convolvulus elegantissimus Miller (Syn.: Convolvulus althaeoides subsp. tenuissimus (Sm.) Batt.): Sie ist im Mittelmeerraum verbreitet. - Convolvulus equitans Benth.: Sie ist von den USA bis Mexiko verbreitet. - Convolvulus erinaceus Ledeb.: Das Verbreitungsgebiet reicht vom Iran und Zentralasien bis Pakistan. - Convolvulus erubescens Sims: Die Heimat ist das östliche Australien. - Convolvulus farinosus L.: Sie ist von Eritrea bis zum Südlichen Afrika und auf der Arabischen Halbinsel und die Inseln im westlichen Indischen Ozean. - Blütenreiche Winde (Convolvulus floridus L. f.): Die Heimat sind die Kanaren. - Convolvulus fractosaxosus Petrie: Die Heimat ist die Südinsel von Neuseeland. - Convolvulus fruticosus Pall.: Das Verbreitungsgebiet reicht vom Iran bis zur Mongolei. - Convolvulus gharbensis Batt. & Pit.: Die Heimat ist Marokko. - Convolvulus graminetinus R.W.Johnson: Die Heimat ist das östliche Australien. - Convolvulus hermanniae (Syn.: Convolvulus incanus Vahl): Sie ist mit zwei Varietäten in der Neotropis im zentralen Mexiko und von Bolivien, Uruguay, Paraguay bis Peru sowie Argentinien weitverbreitet. - Convolvulus humilis Jacq. (Syn.: Convolvulus undulatus Cav.): Sie ist im Mittelmeerraum verbreitet. - Convolvulus jefferyi Verdc.: Sie ist im tropischen Ostafrika verbreitet. - Convolvulus kilimandschari Engl.: Sie ist Äthiopien bis Tansania verbreitet. - Convolvulus laciniatus Desr. (Syn.: Convolvulus montanus Oostr.): Sie ist in Südamerika von Brasilien bis zum südlichen Peru weitverbreitet. - Convolvulus libanoticus Boiss.: Sie ist von Griechenland, Kreta über die Türkei bis zum Libanon verbreitet. - Gestrichelte Winde (Convolvulus lineatus L.): Das Verbreitungsgebiet reicht vom Mittelmeerraum bis Pakistan und China. - Convolvulus natalensis Bernh.: Sie ist im südlichen Afrika verbreitet. - Ölbaumblättrige Winde (Convolvulus oleifolius Desr.): Das Verbreitungsgebiet reicht von Malta bis zum östlichen Mittelmeerraum. - Convolvulus ottonis Meisn.: Sie ist von Brasilien bis Uruguay verbreitet. - Convolvulus oxyphyllus Boiss.: Die Heimat ist der Irak, der Iran und die Arabische Halbinsel. - Convolvulus pentapetaloides L.: Sie kommt vom Mittelmeergebiet bis zum Iran vor. - Convolvulus pilosellifolius Desr.: Das Verbreitungsgebiet reicht vom östlichen Mittelmeerraum bis Zentralasien und Pakistan. - Convolvulus prostratus Forssk. (Syn.: Convolvulus pluricaulis Choisy): Das Verbreitungsgebiet reicht von den Kapverden bis zum nordwestlichen Indien. - Convolvulus pseudocantabrica Schrenk ex Fisch. & C.A.Mey.: Das Verbreitungsgebiet reicht vom Iran bis Pakistan und zum nordwestlichen China. - Kriechende Winde (Convolvulus sabatius Viv.): Die zwei Unterarten sind Italien, Sizilien und im nordwestlichen Afrika verbreitet. - Convolvulus scammonia L.: Das Verbreitungsgebiet reicht vom östlichen Mittelmeergebiet bis zum Irak. - Sizilianische Winde (Convolvulus siculus L.): Die zwei Unterarten sind von Makaronesien über den Mittelmeerraum bis zum Iran, Tansania und die Arabische Halbinsel verbreitet. - Convolvulus simulans L.M.Perry: Sie ist von Kalifornien und Arizona bis zum nördlichen Mexiko verbreitet. - Dreifarbige Winde (Convolvulus tricolor L.): Die drei Unterarten sind von Makaronesien über den Mittelmeerraum bis Mauretanien verbreitet. - Convolvulus valentinus Cav. (Syn.: Convolvulus suffruticosus Desf.): Sie ist vom östlichen Spanien und den Balearen bis ins nordwestliche Afrika verbreitet. - Convolvulus verecundus Allan: Die Heimat ist die Südinsel von Neuseeland. - Convolvulus virgatus Boiss.: Das Verbreitungsgebiet reicht von der östlichen Arabischen Halbinsel bis zum Iran und Pakistan. - Convolvulus waitaha (Sykes) Heenan, Molloy & de Lange: Die Heimat ist Neuseeland. - Convolvulus xanthopotamicus J.R.I.Wood & Scotland: Die 2015 erstbeschriebene Art kommt in den chinesischen Provinzen Shaanxi und Henan vor. Nicht mehr zu dieser Gattung werden gerechnet: - Convolvulus mollis Burm. f. → Argyreia mollis (Burm.f.) Choisy - Convolvulus nodiflorus Desr.: Sie ist in Mittel- und Südamerika sowie auf den Antillen verbreitet → Jacquemontia nodiflora (Desr.) G.Don |

## Weiterführende Literatur
- John R.I. Wood, Bethany R.M. Williams, Thomas C. Mitchell, Mark A. Carine, David J. Harris, Robert W. Scotland: A foundation monograph of Convolvulus L. (Convolvulaceae). PhytoKeys, Vol. 51, S. 1–282 (18. Juni 2015) doi:10.3897/phytokeys.51.7104